# Amsterdamse sociografie
Amsterdamse sociografie is  sociografie die wordt bedreven aan de Universiteit van Amsterdam. 
De leeropdracht van de eerste hoogleraar geografie in Nederland C.M. Kan was erg breed en bij zijn aftreden werd besloten tot een splitsing in een sociale en een fysische component. De jurist/etnoloog Sebald Rudolf Steinmetz (1862-1940) volgde Kan op in 1907.

## Steinmetz
De leeropdracht van Steinmetz luidde voluit ‘de politische aardrijkskunde, de volkenkunde en de land- en volkenkunde van de Oost-Indische Archipel’. Hoewel Steinmetz als jurist was opgeleid, was hij duidelijk sociaal-wetenschappelijk georiënteerd. Zijn centrale aandachtsveld was de volkenkunde. Steinmetz was een charismatisch wetenschapper. Onder zijn studenten waren er zeer vele die zouden promoveren: van de 51 afgestudeerden in de periode 1921-1933 40%. Veel latere hoogleraren sociologie hadden hun opleiding bij hem (en zijn opvolger Ter Veen) gehad.
Steinmetz voelde er niets voor de bestudering van sociale verschijnselen te beperken tot die welke in verband konden worden gebracht met de eigenschappen van het natuurlijk milieu. De aandacht moest op de volken zelf worden gericht. Hij introduceerde daarom het begrip sociografie in Nederland in 1913 in een artikel ‘Die Stellung der Soziographie in der Reihe der Geisteswissenschaften’. De term had hij overigens al eerder (1900) in het tijdschrift l’ Année sociologique naar voren gebracht als een begrip voor wat hij noemde de vergelijkende en differentiële sociologie. In het voorwoord van Blonks ‘Fabrieken en menschen. Een sociografie van Enschede’ dat in 1929 verscheen, gaf Steinmetz een compacte en heldere toelichting op het begrip sociografie:
‘De geografie heeft tot doel de studie van het aardoppervlak, die den bodem, het water en den dampkring omvat. Zij bestudeert dit in zijne verschillende concrete delen, de landschappen. Welnu, zoo heeft de sociografie tot voorwerp van onderzoek de menschheid in hare deelen, d.i. de volken in hunne verscheidenheid, dus ook in concreto, want “de menschheid” is een abstractie’.

Het verschil tussen etnografie en sociografie achtte Steinmetz niet heel groot:
‘de kern van beide is de studie van een volk, in het eerste geval van een lager, onbeschaafd volkje, in het tweede van een veel hooger, beschaafd volk’

De sociografie kent drie basisprincipes: verscheidenheid, concreetheid en integraliteit. Het territorium als basis voor het volksleven blijft op de achtergrond.

## H.N. ter Veen
H.N. ter Veen (1883-1949) volgde Steinmetz in 1933 op. De leerstoel van Steinmetz werd gesplitst. J.J. Fahrenfort werd hoogleraar etnologie en Ter Veen werd hoogleraar sociografie. Ter Veen was in 1925 gepromoveerd op een goed ontvangen proefschrift over ‘De Haarlemmermeer als kolonisatiegebied’. Was voor Steinmetz de sociografie nog een geografische wetenschap, voor Ter Veen was het een sociale wetenschap. Geografen dienden zich bezig te houden met de verscheidenheid van de cultuurlandschappen, de sociografie met de studie der cultuurvolken en onderdelen daarvan in hun verscheidenheid. Niet geografische maar sociale factoren waren beslissend voor genoemde verscheidenheid. Onder leiding van Ter Veen ontstond een reeks monografieën over stadjes en streken. Ze kenden vrijwel altijd een vast schema en ze hadden een sterk inventariserend karakter. Theorievorming was ver te zoeken en niet zelden ontbrak zelfs een probleemstelling. Ze droegen, uitzonderingen daargelaten, niet bij aan de ontwikkeling van de sociografie als wetenschap.
Ter Veen heeft een belangrijke rol gespeeld bij de inrichting en kolonisatie van de polders in de Zuiderzee. Hij was voorstander van krachtige staatsinterventie. In 1936 werd hij directeur van de door hem opgerichte 'Stichting voor Bevolkingsonderzoek in de Drooggelegde Zuiderzeepolders' en in 1940 komt het ISONEVO (Instituut voor Sociaal Onderzoek van het Nederlandse Volk) tot stand. Dit en het vele beleidsgerichte onderzoek maakten de weg vrij voor sociologen, sociografen en sociaal-geografen in de ruimtelijke planning direct voor en na de Tweede Wereldoorlog.
Mede door het beschrijvende en inventariserende karakter van een groot deel van de geproduceerde sociografieën, raakte de sociografie in diskrediet. Veel sociografen verschoven hun wetenschappelijke basis naar de sociologie en beschouwden hun verleden als een ‘sociografisch intermezzo’.
In 1950 volgt H.D. de Vries Reilingh Ter Veen op. Voor hem is de sociale geografie de studie van sociale verschijnselen in ruimtelijke kaders. De sociologische oriëntatie van Ter Veen werd niet overgenomen.